# Соглашение о разделе продукции
Соглаше́ние о разде́ле проду́кции (сокр. СРП) (англ. Production Sharing Agreement) — особый вид договора об учреждении совместного предприятия. Обычно соглашение о разделе продукции является договором о разделе природных ресурсов, заключённым между зарубежной добывающей компанией (подрядчиком) и государственным предприятием (государственной стороной), уполномочивающей подрядчика провести поисково-разведочные работы и эксплуатацию в пределах определённой области (контрактная территория) в соответствии с условиями соглашения. Нередко СРП объемлет в себе положения о разведке, добыче и разделе ресурсов (Exploration and Production Sharing Agreement). Существуют также отдельные специфические разновидности. СРП, как правило, заключаются на продолжительный срок (от двадцати до пятидесяти лет) или же бессрочно. К настоящему времени практически все страны мира имеют действующие СРП с теми или иными корпорациями или группами корпораций. В мировой практике зафиксирован ряд случаев пересмотра условий СРП в связи с теми или иными обстоятельствами, случаи расторжения СРП являются из ряда вон выходящими.

## История
Впервые соглашение о разделе продукции было заключено транснациональными нефтегазодобывающими синдикатами с правительством Боливии в начале 1950-х гг. С тех пор такие соглашения заключались ими с правительствами различных третьих стран, попутно были ратифицированы местными законодательными органами (парламентами) и утверждены главами государств (президентами, королями, шейхами и др.). Именно СРП регулируют правовые отношения в сфере добычи ресурсов транснациональными корпорациями в странах Ближнего Востока, Азии, Африки, Южной Америки, стран Карибского бассейна и Канады.

## Субъекты
СРП за редким исключением являются договорами международного характера, в которых договаривающимися сторонами являются государство с одной стороны и транснациональные субъекты хозяйственной деятельности (корпорации) с другой.
Исключением из этого ряда являются СРП, заключавшиеся между Советским Союзом и странами соцориентации, где государствами являлись обе договаривающиеся стороны. Другим редким исключением можно считать СРП, заключённое между правительствами США и Великобритании с одной стороны и правительством Бельгии с другой о разделе продукции, добываемой в Бельгийском Конго.
В остальных случаях Великобритания и США сами не являются субъектами СРП, договаривающейся стороной выступают базирующиеся там штаб-квартиры или головные офисы транснациональных корпораций. Более того, парадоксальным образом существуют СРП, заключённые между базирующимися в Великобритании, США, Канаде, ФРГ, КНР транснациональными корпорациями с одной стороны, с правительством Великобритании, федеральным правительством США и законодательными органами отдельных штатов, правительством Канады, федеральным правительством ФРГ с другой стороны. Единственным исключением в этом плане являлся Советский Союз, у которого не было СРП с внутренними субъектами правоотношений, поскольку в СССР отсутствовали корпорации.

## Арбитраж
Разрешением хозяйственных споров, возникающих в ходе реализации прав сторон, почти всегда занимается международный арбитраж, реже национальные судебные органы (по месту регистрации субъектов хозяйственной деятельности). Типичным примером первой категории, является реализация СРП в России — высшим органом в разрешении споров относительно реализации СРП в России по взаимной договорённости сторон является Стокгольмский арбитражный суд (SCC). Примером второй категории является реализация СРП в Соединённом Королевстве. Спорные вопросы освоения Британского континентального шельфа решаются в судах Англии и Уэльса.
По ряду СРП арбитрами выступают Лондонский международный арбитражный суд (LCIA) и Международная торговая палата в Париже (ICC). Последняя в частности выступала арбитром в спорах между ливийской госкорпорацией NOC (ответственной за предоставление лицензий на добычу ливийских ресурсов иностранным компаниям) и американской нефтедобывающей корпорацией Sun Oil (зарегистрированной в штате Делавэр) в период правления М. Каддафи.

### Случаи расторжения
Случаи одностороннего разрыва СРП:
- 1985 — Катар. Расторжение СРП привело к прямым убыткам консорциума во главе с Wintershall AG (32,5%), в который входили компании Koch Qatar Inc. (35%), Veba Oel AG (12%), Deutsche Schactbau -Und Tiefbohrgesellschaft MBH (10,5%) и Gulfstream Resources Canada Ltd. (10%) на сумму $60 млн (вложенные инвестиции). Впоследствии, СРП были возобновлены на новых условиях.
- 2008 — Украина. Было расторгнуто СРП относительно разведки и добычи полезных ископаемых Черноморского шельфа, заключенное ранее с Vanco International[англ.]. 16 июля 2008 года соответствующий иск был подан украинской стороной в Стокгольмский арбитражный суд.

### СРП в СССР
Если не брать во внимание иностранные концессии в СССР в ленинское время и сталинскую эпоху, где речь шла о предоставлении территорий вместе с недрами в распоряжение иностранных субъектов, то СРП, как предоставление только лишь недр или других природных ресурсов, назывались соглашениями о товарообороте и платежах или соглашениями о взаимных поставках товаров. По состоянию на 1953 год СССР имел более двадцати пяти действующих соглашений такого рода. Указанные соглашения содержали в себе ряд правовых условий, связанных с осуществлением товарооборота между договаривающимися странами и производством платежей. В довоенное и послевоенное время основной объём таких соглашений имел краткосрочный характер, практически все они были одногодичными, требовали продления на каждый последующий год. С 1960 года стали заключаться трёхлетние соглашения, а в брежневский период стали заключаться пятилетние соглашения, сначала в экспериментальном порядке (как бизнес-модель для отработки механизма двустороннего взаимодействия для всех последующих договоров такого рода), а затем по отработанному шаблону. Первое пятилетнее СРП между СССР и Японией было заключено в 1966 году (на русском языке официально называлось «Соглашение между Правительством Союза Советских Социалистических Республик и Правительством Японии о товарообороте и платежах в 1966 — 1970 гг.»), став первым в истории СССР и истории Японии, — советская сторона предоставила в распоряжение японских нефтедобывающих компаний сахалинские недра. С советской стороны в подготовке соглашения участвовал Государственный комитет по экономическим связям СССР (ГКЭС), с японской — Министерство внешней торговли и промышленности Японии. СРП предполагало поставку в СССР оборудования газотранспортной инфраструктуры в обмен на участие в японских газодобывающих компаний в добыче газа из советских месторождений на Сахалине. Одновременно с заключением первого СРП были оговорены положения последующих соглашений о совместной разведке и освоении японской стороной Читинского месторождения меди, Гаринского месторождения железной руды, Тюменских нефтяных месторождений, а также трубопровода «Иркутск-Находка». В 1975 г. было подписано генеральное соглашение между СССР и Японией о сотрудничестве в области разведки и добычи нефти и газа из шельфа Сахалина.

### СРП в России
В России отношения, возникающие в рамках соглашений о разделе продукции, регулируются федеральным законом № 225-ФЗ от 30 декабря 1995 «О соглашениях о разделе продукции». Налоговый режим, устанавливаемый для СРП, регулируется главой 26.4 второй части Налогового кодекса России.
В 2004 году, при помощи внесения соответствующих поправок в действовавшее на тот момент Соглашение, удалось отменить его практически полностью. Из 262 соглашений отменены были 260. Лишь проекты «Сахалин-1» и «Сахалин-2» по-прежнему действуют на условиях Соглашения о разделе продукции.

## Перечень СРП
- Харьягинское нефтяное месторождение (оператор — ООО «ЗАРУБЕЖНЕФТЬ-добыча Харьяга»),
- «Сахалин-1» (оператор — ООО «Сахалин-1»),
- «Сахалин-2» (оператор — ООО «Сахалинская Энергия»).

Поскольку данные СРП были заключены до вступления в силу Федерального закона № 225-ФЗ об СРП, они регулируются указанным законом только в той части в которой закон не противоречит положениям СРП.  

## Полномочия государственной стороны
Полномочия государственной стороны основываются:
- на владении исключительной лицензией, предоставленной в соответствии с нормами применимого законодательства, регулирующего операции с ископаемыми ресурсами, в этом случае область соглашения совпадает с областью лицензии, или
- на общем исключительном разрешении (и обязанности) проводить операции с ископаемыми ресурсами на всей территории страны без определённых обязательств.

## Система налогообложения при выполнении соглашения
При выполнении соглашения о разделе продукции применяется специальный налоговый режим, обуславливающий определённые обязанности налогоплательщика и плательщика сборов, а также освобождающий их от уплаты определённых налогов и сборов.

## Разновидности
Помимо соглашений о разделе природных ресурсов существуют:
- Соглашение о разделе рынка — Market-Sharing Agreement.
- Соглашение о разделе военной продукции — Defence Production Sharing Arrangement (DPSA).
- Соглашение об обмене в ядерной сфере — Nuclear-Sharing Agreement.